# Zhang Hong (Eisschnellläuferin)
Zhang Hong (chinesisch 张虹, Pinyin Zhāng Hóng; * 12. April 1988 in Anda) ist eine chinesische Eisschnellläuferin.

## Werdegang
Zhang debütierte im Eisschnelllauf-Weltcup im Dezember 2010 in Harbin und belegte dabei den zweiten Platz über 1000 m in der Division B. Im Januar 2011 wurde sie bei der Sprintweltmeisterschaft in Heerenveen Neunte im Sprint-Mehrkampf. Bei den Einzelstreckenweltmeisterschaften 2011 in Inzell kam sie auf den neunten Platz über 2 × 500 m und auf den siebten Rang über 1000 m. In der Saison 2011/12 erreichte sie beim Weltcup in Berlin mit dem dritten Platz über 1000 m erstmals eine Podestplatzierung im Weltcup. Bei der Sprintweltmeisterschaft 2012 in Calgary gewann sie die Bronzemedaille. Im März 2012 errang sie bei den Einzelstreckenweltmeisterschaften in Heerenveen den 19. Platz über 2 × 500 m und den siebten Platz über 1000 m. Zu Beginn der folgenden Saison belegte sie beim Weltcup in Heerenveen den zweiten Platz über 1000 m. Beim Weltcup in Harbin holte sie beim zweiten 1000-m-Lauf ihren ersten Weltcupsieg. Beim ersten 1000-m-Lauf wurde sie Zweite. Bei der Sprintweltmeisterschaft 2013 in Salt Lake City errang sie den sechsten Platz. Im März 2013 belegte sie beim Weltcup-Finale in Heerenveen den zweiten Platz über 1000 m und erreichte den fünften Platz im Gesamtweltcup über 1000 m. Im selben Monat kam sie bei den Einzelstreckenweltmeisterschaften in Sotschi auf den neunten Platz über 2 × 500 m und auf den siebten Rang über 1000 m. Bei der Sprintweltmeisterschaft 2014 in Nagano gewann sie die Silbermedaille. Im Februar 2014 wurde sie bei den Olympischen Winterspielen 2014 in Sotschi Olympiasiegerin über 1000 m und errang den vierten Platz im 2 × 500-m-Lauf. Zu Beginn der Saison 2015/16 holte sie in Calgary beim zweiten 500-m-Lauf ihren dritten Weltcupsieg. Zudem belegte sie über 1000 m den dritten Rang und beim ersten 500-m-Lauf und im Teamsprint jeweils den zweiten Platz.

## IOC-Mitgliedschaft
Bei den Olympischen Winterspielen 2018 wurde Zhang für acht Jahre in die Athletenkommission des IOC gewählt und ist damit auch ordentliches IOC-Mitglied.

## Persönliche Bestzeiten
- 500 m 36,94 s (aufgestellt am 15. November 2015 in Calgary)
- 1000 m 1:12,65 min (aufgestellt am 14. November 2015 in Calgary)
- 1500 m 1:59,42 min (aufgestellt am 16. November 2012 in Heerenveen)
- 3000 m 4:30,27 min (aufgestellt am 20. Dezember 2012 in Changchun)
- 5000 m 7:43,08 min (aufgestellt am 21. Dezember 2012 in Changchun)

## Teilnahmen an Weltmeisterschaften und Olympischen Winterspielen

### Olympische Spiele
- 2014 Sotschi: 1. Platz 1000 m, 4. Platz 2 × 500 m

### Einzelstrecken-Weltmeisterschaften
- 2011 Inzell: 7. Platz 1000 m, 9. Platz 2 × 500 m
- 2012 Heerenveen: 7. Platz 1000 m, 19. Platz 2 × 500 m
- 2013 Sotschi: 7. Platz 1000 m, 9. Platz 2 × 500 m

### Sprint-Weltmeisterschaften
- 2011 Heerenveen: 9. Platz Sprint-Mehrkampf
- 2012 Calgary: 3. Platz Sprint-Mehrkampf
- 2013 Salt Lake City: 6. Platz Sprint-Mehrkampf
- 2014 Nagano: 2. Platz Sprint-Mehrkampf

## Weltcupsiege
| Nr. | Datum             | Ort            | Disziplin    |
| --- | ----------------- | -------------- | ------------ |
| 1.  | 16. Dezember 2012 | Harbin         | 1000 m       |
| 2.  | 15. November 2015 | Calgary        | 500 m        |
| 3.  | 20. November 2015 | Salt Lake City | 500 m        |
| 4.  | 21. November 2015 | Salt Lake City | 500 m        |
| 5.  | 22. November 2015 | Salt Lake City | Teamsprint 1 |